# Kalendergeschichten
 (mai 2023).
La mise en forme du texte ne suit pas les recommandations de Wikipédia : il faut le « wikifier ».
Les points d'amélioration suivants sont les cas les plus fréquents. Le détail des points à revoir est peut-être précisé sur la page de discussion.
- Les titres sont pré-formatés par le logiciel. Ils ne sont ni en capitales, ni en gras.
- Le texte ne doit pas être écrit en capitales (les noms de famille non plus), ni en gras, ni en italique, ni en « petit »…
- Le gras n'est utilisé que pour surligner le titre de l'article dans l'introduction, une seule fois.
- L'italique est rarement utilisé : mots en langue étrangère, titres d'œuvres, noms de bateaux, etc.
- Les citations ne sont pas en italique mais en corps de texte normal. Elles sont entourées par des guillemets français : « et ».
- Les listes à puces sont à éviter, des paragraphes rédigés étant largement préférés. Les tableaux sont à réserver à la présentation de données structurées (résultats, etc.).
- Les appels de note de bas de page (petits chiffres en exposant, introduits par l'outil «  Source ») sont à placer entre la fin de phrase et le point final[comme ça].
- Les liens internes (vers d'autres articles de Wikipédia) sont à choisir avec parcimonie. Créez des liens vers des articles approfondissant le sujet. Les termes génériques sans rapport avec le sujet sont à éviter, ainsi que les répétitions de liens vers un même terme.
- Les liens externes sont à placer uniquement dans une section « Liens externes », à la fin de l'article. Ces liens sont à choisir avec parcimonie suivant les règles définies. Si un lien sert de source à l'article, son insertion dans le texte est à faire par les notes de bas de page.
- La présentation des références doit suivre les conventions bibliographiques. Il est recommandé d'utiliser les modèles {{Ouvrage}}, {{Chapitre}}, {{Article}}, {{Lien web}} et/ou {{Bibliographie}}. Le mode d'édition visuel peut mettre en forme automatiquement les références.
- Insérer une infobox (cadre d'informations à droite) n'est pas obligatoire pour parachever la mise en page.

Pour une aide détaillée, merci de consulter Aide:Wikification.
Si vous pensez que ces points ont été résolus, vous pouvez retirer ce bandeau et améliorer la mise en forme d'un autre article.
L'histoire de calendrier (en allemand : Kalendergeschichte, au pluriel Kalendergeschichten) est un court récit qui réunit des éléments d'autres petites formes épiques (par exemple l'affabulation, l'anecdote, la parabole). Le nom provient du support du calendrier populaire, dans lequel cette forme de récit est née et auquel elle était initialement limitée. Les histoires de calendrier se terminent toujours par une chute.

## Origine et développement au fil des siècles
Les calendriers populaires constituaient souvent - à l'exception du livre de chant et de la Bible - le seul matériel de lecture des couches populaires « non éduquées » aux XVIIe et XVIIIe siècles. Outre des informations calendaires et astronomiques, ils contenaient des règles météorologiques, des conseils de santé, des conseils pratiques, des recettes de cuisine et des leçons de vie générales. Les récits insérés pour augmenter leur valeur de divertissement traitaient de « faits étranges » et d'événements amusants de la vie quotidienne des gens ordinaires, souvent sur fond d'événements historiques décisifs. La forme linguistique de ces récits était simple et s'inspirait du discours oral. Le siècle des Lumières a découvert l'histoire du calendrier comme moyen de pédagogie populaire pour lutter contre la superstition et pour l'instruction morale.
Jusqu'au XIXe siècle, l'histoire du calendrier est restée liée au support du calendrier populaire. Grâce à Johann Peter Hebel, elle s'est développée en une forme d'art littéraire à part entière. Avec ses récits publiés dans le Rheinländischer Hausfreund et rassemblés dans le Schatzkästlein des rheinischen Hausfreundes (1811), Hebel a marqué durablement le genre et a porté la forme simple d'origine à un niveau linguistique élevé. Ses histoires, comme Kannitverstan et Unverhofftes Wiedersehen, font partie du canon de la littérature allemande ; elles sont originales parce que, d'une part, elles sont écrites de manière très proche du peuple et que, d'autre part, elles présentent une technique narrative raffinée.
Au XXe siècle, c'est surtout Bertolt Brecht qui a fait revivre les histoires de calendrier dans leur variante artistique.

## Principaux auteurs
Les auteurs d'histoires de calendrier sont germanophones. À savoir : 
- Johann Peter Hebel

- Jeremias Gotthelf

- Berthold Auerbach

- Gottfried Keller

- Ludwig Anzengruber

- Peter Rosegger

- Karl May

- Oskar Maria Graf

- Bertolt Brecht voir Kalendergeschichten (Brecht)

- Erwin Strittmatter

- Gerhard Zwerenz

- Botho Strauss